# Lusignan-Petit
Lusignan-Petit település Franciaországban, Lot-et-Garonne megyében. Lakosainak száma 363 fő (2022. január 1.). Lusignan-Petit Clermont-Dessous, Frégimont, Madaillan, Prayssas és Saint-Hilaire-de-Lusignan községekkel határos.

## Népesség
A település népességének változása:
| Lakosok száma | 204  | 245  | 279  | 338  | 354  | 346  | 362  | 372  | 373  | 363  |
|               | 1968 | 1982 | 1990 | 2006 | 2013 | 2015 | 2017 | 2019 | 2020 | 2022 |